# Volby do Zastupitelstva Zlínského kraje 2024
Volby do Zastupitelstva Zlínského kraje v roce 2024 se konaly v pátek 20. září a v sobotu 21. září 2024 jako součást celostátních krajských voleb v roce 2024.

## Pozadí
Ve volbách v roce 2020 zvítězilo hnutí ANO s 19,08 % hlasů. Do zastupitelstva se dostalo dalších sedm subjektů. Po volbách podepsali koaliční smlouvu zástupci hnutí ANO, Pirátů, ODS a ČSSD. Novým hejtmanem byl zvolen Radim Holiš z hnutí ANO.
|              |             |          |                |
| Subjekt      | Subjekt     | % (2020) | Mandáty (2024) |
| Koalice (24) |             |          |                |
|              | ANO         | 19,08    | 9/45           |
|              | Piráti      | 13,26    | 6/45           |
|              | ODS         | 10,04    | 5/45           |
|              | SOCDEM      | 8,45     | 4/45           |
| Opozice (21) |             |          |                |
|              | KDU-ČSL     | 18,62    | 9/45           |
|              | STAN        | 12,69    | 6/45           |
|              | SPD         | 6,04     | 3/45           |
|              | Trikolora   | 5,99     | 1/45           |
|              | Soukromníci | 5,99     | 1/45           |
|              | nezávislí   | –        | 1/45           |

## Kandidující subjekty
| Číslo | Subjekt | Subjekt                                                     | Typ              | Fotografie | Lídr            | Poznámky |
| ----- | ------- | ----------------------------------------------------------- | ---------------- | ---------- | --------------- | --- |
| 15    |         | DSZ – ZA PRÁVA ZVÍŘAT                                       | politická strana |            | Lenka Malučká   | obchodní asistentka, dočaskářka, spolupracovnice útulku, učitelka domškoláka, dobrovolník v Diakonii Valašské Meziříčí                                     |
| 18    |         | Svoboda a přímá demokracie (SPD)                            | politické hnutí  |            | Lubomír Nečas   | praktický a tělovýchovný lékař, bývalý náměstek hejtmana Zlínského kraje pro oblast zdravotnictví                                                          |
| 21    |         | Česká pirátská strana                                       | politická strana |            | Hana Ančincová  | statutární náměstkyně hejtmana Zlínského kraje pro oblast sociálních věcí a životního prostředí, finanční analytička                                       |
| 29    |         | Koruna Česká (monarchistická strana Čech, Moravy a Slezska) | politická strana |            | Tomáš Hamrlík   | ředitel Muzea Bojkovska |
| 30    |         | Právo Respekt Odbornost                                     | politická strana |            | Josef Palíšek   | místopředseda strany, zastupitel města Kroměříž, právník, plk. v. v.                                                                                       |
| 31    |         | Koalice Moravané a MZH                                      | koalice          |            | Pavel Dohnal    | správce mlýna |
| 39    |         | ANO 2011                                                    | politické hnutí  |            | Radim Holiš     | hejtman Zlínského kraje |
| 55    |         | Trikolora                                                   | politická strana |            | David Nepimach  | jednatel a ředitel společností DARO CAR a LOUP GAROU |
| 69    |         | K21 ZLÍNSKÝ KRAJ 21. STOLETÍ                                | koalice          |            | Jiří Čunek      | senátor, starosta města Vsetín |
| 70    |         | Sociální demokracie                                         | politická strana |            | Olga Sehnalová  | náměstkyně hejtmana pro zdravotnictví, lékařka |
| 76    |         | Švýcarská demokracie (www.svycarska-demokracie.cz)          | politické hnutí  |            | Karel Maršovský | OSVČ |
| 79    |         | STAROSTOVÉ s podporou TOP 09 a ZVUK 12                      | koalice          |            | Tomáš Chmela    | starosta města Slavičín, archeolog, místopředseda celostátního svazu obcí                                                                                  |
| 81    |         | STAČILO! KSČM, ČSNS, ČSSD                                   | koalice          |            | Marie Pěnčíková | ekonomka, místopředsedkyně Ústředního výboru Komunistické strany Čech a Moravy                                                                             |
| 84    |         | Nezávislý HLAS pro Zlínský kraj                             | koalice          |            | Michal Dvouletý | ředitel společnosti, zastupitel Zlínského kraje a města Uherské Hradiště, člen sociálního výboru a výboru pro cestovní ruch Zastupitelstva Zlínského kraje |
| 85    |         | Občanská demokratická strana                                | politická strana |            | Tomáš Goláň     | daňový poradce a senátor |